# Daniel Bedingfield
Daniel John Bedingfield (sinh ngày 3 tháng 12 năm 1979 tại New Zealand) là một ca sĩ kiêm nhạc sĩ người Anh. Anh là anh trai của ca sĩ nhạc pop Natasha Bedingfield và Nikola Rachelle. Anh và Natasha cùng nhau chia lấy kỷ lục Guinness thế Giới cho việc anh em ruột duy nhất hát solo hay nhất trong lịch sử bảng xếp hạng Anh. Tương tự, mỗi người đều lọt vào top 10 của Úc, Âu, Mỹ và Canada.
Daniel bị chứng rối loạn tập trung từ khi 8 tuổi và gần hai mươi năm phải sống chung với những bất thường của cảm xúc. Anh đã đập phá nhà cửa, cãi lộn với người thân và làm đau đầu các giáo viên ở trường. Anh nói: "Tôi có thể nghe giảng về luật hàng giờ nhưng ngay sau đó lại phạm luật một cách vô thức. Nhiều người nghĩ, tôi cố ý làm như vậy nhưng tôi thực sự không thể tự chủ". Đến 18 tuổi, Daniel mới được dùng thuốc Ritolin để chữa bệnh và hiện tại, mọi chuyện đã khá hơn.

## Album
| Thông tin Album |
| --- |
| Gotta Get Thru This - Phát hành - 27 tháng 8 năm 2002 - Vị trí Album Ở Các Bảng Xếp Hạng:-thứ 2 tại Anh, thứ 39 tại Úc, thứ 41 tại Mỹ - Các Đĩa Đơn:- - Gotta Get Thru This - James Dean (I Wanna Know) - If You're Not The One - I Can't Read You - Never Gonna Leave Your Side - Friday |

| Second First Impression - Phát hành:- 8 Tháng 11 Năm 2004 - Vị trí Album Ở Các Bảng Xếp Hạng:- #8 UK - Các Đĩa Đơn:- - Nothing Hurts Like Love - Wrap My Words Around You - The Way |

## Đĩa đơn
| Năm  | Bài Hát                       | Vị trí Bảng Xếp Hạng | Vị trí Bảng Xếp Hạng | Vị trí Bảng Xếp Hạng | Vị trí Bảng Xếp Hạng | Album                   |
| Năm  | Bài Hát                       | UK                   | IRE                  | AUS                  | US Billboard         | Album                   |
| ---- | ----------------------------- | -------------------- | -------------------- | -------------------- | -------------------- | ----------------------- |
| 2001 | "Gotta Get Thru This"         | 1                    | 15                   | 10                   | 10                   | Gotta Get Thru This     |
| 2002 | "James Dean (I Wanna Know)"   | 4                    | -                    | 20                   | -                    | Gotta Get Thru This     |
| 2002 | "If You're Not The One"       | 1                    | 2                    | 14                   | 15                   | Gotta Get Thru This     |
| 2003 | "I Can't Read You"            | 6                    | -                    | -                    | -                    | Gotta Get Thru This     |
| 2003 | "Never Gonna Leave Your Side" | 1                    | 11                   | 30                   | -                    | Gotta Get Thru This     |
| 2003 | "Friday"                      | 28                   | -                    | -                    | -                    | Gotta Get Thru This     |
| 2004 | "Nothing Hurts Like Love"     | 3                    | 30                   | -                    | -                    | Second First Impression |
| 2005 | "Wrap My Words Around You"    | 12                   | 30                   | -                    | -                    | Second First Impression |
| 2005 | "The Way"                     | 41                   | -                    | -                    | -                    | Second First Impression |

| Năm  | Bài Hát                                      | Vị trí Bảng Xếp Hạng | Vị trí Bảng Xếp Hạng | Vị trí Bảng Xếp Hạng |    |
| Năm  | Bài Hát                                      | UK                   | AUS                  | NLD                  | PL |
| ---- | -------------------------------------------- | -------------------- | -------------------- | -------------------- | -- |
| 2004 | "Do They Know It's Christmas?" - Band Aid 20 | 1                    | 9                    | -                    | -  |
| 2008 | "The One" - Sharam                           | -                    | -                    | 19                   | 1  |